# Fußball-Europameisterschaft 1964/Statistik
Dieser Artikel gibt einen Überblick über die Rekorde und Statistiken zur Fußball-Europameisterschaft 1964.

## Abschlusstabelle EM 1964
| Rang | Mannschaft  | Spiele | Siege | Unentschieden | Niederlagen | Tore | Tordifferenz | Punkte |
| ---- | ----------- | ------ | ----- | ------------- | ----------- | ---- | ------------ | ------ |
| 1    | Spanien     | 2      | 2     | 0             | 0           | 4:2  | +2           | 4:0    |
| 2    | Sowjetunion | 2      | 1     | 0             | 1           | 4:2  | +2           | 2:2    |
| 3    | Ungarn      | 2      | 1     | 0             | 1           | 4:3  | +1           | 2:2    |
| 4    | Dänemark    | 2      | 0     | 0             | 2           | 1:6  | −5           | 0:4    |

## Spieler
- Ältester Spieler: Lew Jaschin (UdSSR) mit 34 Jahren  und 243 Tagen (2 Einsätze)
- Jüngster Spieler: Zoltán Varga (Ungarn) mit 19 Jahren und 171 Tagen (1 Einsatz)

## Torschützen
- Erster Torschütze: Jesús María Pereda (Spanien) im Spiel gegen Ungarn
- Jüngster Torschütze: Ferenc Bene (Ungarn) mit 19 Jahren und 183 Tagen
- Ältester Torschütze: Walentin Iwanow (UdSSR) mit 29 Jahren und 211 Tagen
- Schnellster Torschütze: Jesús María Pereda in der 6. Minute des Finales gegen die UdSSR (bis heute schnellstes Finaltor)
- Erster verwandelter Elfmeter: Dezső Novák am 20. Juni 1964 in der 107. Minute des Spiels um Platz drei zwischen Ungarn – Dänemark zum 2:1 (Endstand 3:1)

## Torschützenliste
| Rang | Spieler              | Tore |
| ---- | -------------------- | ---- |
| 1    | Dezső Novák          | 2    |
|      | Jesús María Pereda   | 2    |
|      | Ferenc Bene          | 2    |
| 4    | Amancio Amaro Varela | 1    |
|      | Carl Bertelsen       | 1    |
|      | Walentin Iwanow      | 1    |
|      | Galimsjan Chussainow | 1    |
|      | Marcelino            | 1    |
|      | Wiktor Ponedelnik    | 1    |
|      | Waleri Woronin       | 1    |

Torschützenkönig des gesamten Wettbewerbs, inklusive Qualifikation, wurde der Däne Ole Madsen mit 11 Treffern.

## Trainer
- Jüngster Trainer: José Villalonga (Spanien) mit 44 Jahre, 192 Tage (bis heute jüngster Trainer eines Europameisters)
- Ältester Trainer: Lajos Baróti (Ungarn) mit 49 Jahren und 306 Tagen

## Qualifikation
29 der damaligen Mitgliedsverbände wollten an der EM teilnehmen. In K.-o.-Runden mit Hin- und Rückspiel wurden die vier Endrundenteilnehmer ermittelt. Bei gleich viel erzielten Toren gab es ein Entscheidungsspiel auf neutralem Platz. Luxemburg, Österreich und Titelverteidiger UdSSR hatten in der ersten Runde ein Freilos. Griechenland sollte gegen Albanien antreten. Da sich beide Länder im Kriegszustand befanden, weigerten sich die Griechen gegen Albanien zu spielen und Albanien zog kampflos in die zweite Runde. Titelverteidiger UdSSR konnte sich zunächst gegen Italien und im Viertelfinale gegen Schweden durchsetzen. Von den Teilnehmern der vorherigen Endrunde scheiterten Frankreich an Ungarn im Viertelfinale, Jugoslawien an Schweden im Achtelfinale und die Tschechoslowakei an der DDR in der ersten Runde. Keine Mannschaft konnte alle Spiele gewinnen. Der spätere Sieger Spanien verlor nach einem 6:0-Heimsieg das Rückspiel der ersten Runde in Rumänien mit 1:3. Dänemark erzielte die meisten Tore (19). Bester Torschütze der Qualifikation war Ole Madsen (Dänemark) mit 11 Toren. Erstmals konnten sich Dänemark, Spanien und Ungarn qualifizieren.

## Fortlaufende Rangliste
| Rang | Mannschaft          | Teilnahmen | Spiele | Siege | Unentschieden | Niederlagen | Tore | Tordifferenz | Punkte |
| ---- | ------------------- | ---------- | ------ | ----- | ------------- | ----------- | ---- | ------------ | ------ |
| 1    | Sowjetunion (=)     | 2          | 4      | 3     | 0             | 1           | 9:3  | +6           | 6:2    |
| 2    | Spanien (N)         | 1          | 2      | 2     | 0             | 0           | 4:2  | +2           | 4:0    |
| 3    | Ungarn (N)          | 1          | 2      | 1     | 0             | 1           | 4:3  | +1           | 2:2    |
| 4    | Jugoslawien ↓2      | 1          | 2      | 1     | 0             | 1           | 6:6  | ±0           | 2:2    |
| 5    | Tschechoslowakei ↓2 | 1          | 2      | 1     | 0             | 1           | 2:3  | −1           | 2:2    |
| 6    | Frankreich ↓2       | 1          | 2      | 0     | 0             | 2           | 4:7  | −3           | 0:4    |
| 7    | Dänemark (N)        | 1          | 2      | 0     | 0             | 2           | 1:6  | −5           | 0:4    |

Anmerkung: Kursiv gesetzte Mannschaften waren 1964 nicht dabei, fett gesetzte Mannschaft gewann das Turnier.

## Besonderheiten
- Die meisten Zuschauer bei einem Spiel: 125.000 beim Halbfinale Spanien – Ungarn[2]
- Die meisten Zuschauer im Schnitt: 68.000[3]
- Das 3:0 der UdSSR im Halbfinale gegen Dänemark ist einer der drei höchsten Halbfinalsiege bei Europameisterschaften (zudem UdSSR – Tschechoslowakei (1960) und Spanien – Russland  (2008))
- Das 3:1 von Ungarn gegen Dänemark ist der höchste Sieg in einem Spiel um Platz 3, das aber nur bis einschließlich 1980 ausgetragen wurde